# Thomas W. Sherman
No debe confundirse con William Tecumseh Sherman

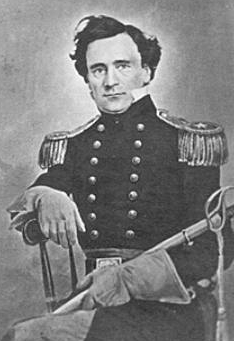
General Thomas W. Sherman

Thomas West Sherman (26 de marzo de 1813 - 31 de diciembre de 1879) fue un oficial del Ejército de los Estados Unidos en servicio durante la Guerra México-Americana y la guerra civil estadounidense. Mientras que algunos contemporáneos lo identificaron erróneamente como el hermano del más célebre General William T. Sherman, los eruditos modernos señalan que los dos no estaban estrechamente relacionados.

## Inicios
Sherman, conocido por sus amigos como "Tim", nació en Newport, Rhode Island, hijo de Elijah y Martha (West) Sherman. Su deseo de asistir a la Academia Militar de los Estados Unidos en West Point era tan fuerte que caminó de Newport a Washington D. C. para conseguir una recomendación del Congreso.
Sherman se graduó de West Point el 1 de julio de 1836 y fue comisionado como teniente segundo en el 3° Regimiento de Artillería de los Estados Unidos. Serviría la mayor parte de su carrera con el 3° de Artillería y al final se convirtió en su comandante.
Sus inicios en la carrera militar incluyeron el servicio en la guerra de la Florida contra los seminolas de 1836 a 1838 y contra la nación Cherokee en 1838 mientras se transfería a los nativos americanos al Oeste.
Fue ascendido a teniente primero el 14 de marzo de 1838. Sirvió de nuevo en la Guerra de Florida de 1838 a 1842 y en el servicio de reclutamiento en 1842.
Sirvió en Fort Moultrie, Carolina del Sur de 1842 a 1844 y estuvo de nuevo en el servicio de reclutamiento de 1844 a 1846. Fue ascendido a capitán el 28 de mayo de 1846.

## Guerra México-Americana
Durante la Guerra con México tomó parte distinguida en la Batalla de Buena Vista el 23 de febrero de 1847, liderando su batería en una acción defensiva que ayudó a detener el ataque mexicano, y fue ascendido a mayor "por conducta valerosa y meritoria" durante la batalla.
Fue asignado a Fort Trumbull en New London, Connecticut en 1848 y luego a Fort Adams en Newport de 1849 a 1853.
Luego estuvo en servicio fronterizo en Fort Snelling, Minnesota de 1853 a 1857 y estuvo al mando de la expedición a Yellow Medicine, Minnesota en 1857. Estuvo involucrado en la solución de los disturbios fronterizos de Kansas en 1857 a 1858 y en la Escuela de Artillería para la Práctica en Fort Ridgely, Minnesota de 1858 a 1861, excepto mientras estaba al mando de la expedición a Kettle Lake, Dakota en 1859.

## Guerra Civil
Al comienzo de la Guerra Civil, Sherman estaba sirviendo como mayor en el 3°de Artillería cuando el presidente Abraham Lincoln lo nombró para el grado de general de brigada de voluntarios el 6 de agosto de 1861, para ser clasificado a partir del 17 de mayo de 1861. La nominación de Sherman al grado de general de brigada de voluntarios fue enviada al Senado de los Estados Unidos el 31 de julio de 1861 y éste confirmó el nombramiento el 3 de agosto del mismo año. Asumió el mando de las fuerzas terrestres en la expedición a Port Royal. Sherman y la fuerza naval bajo el mando de Samuel F. du Pont capturaron Port Royal en una operación combinada de ejército y marina.
Después de comandar brevemente el Departamento del Sur, Sherman fue enviado al Teatro Occidental. Tomó el mando de la división del general de división George H. Thomas durante el asedio de Corinto, cuando éste asumió el mando del grupo militar del ala derecha del general de división Henry W. Halleck. Después de eso, comandó las defensas de Nueva Orleáns antes de tomar el mando de una división en el ejército del General de División Nathaniel P. Banks, que dirigió en el asedio de Port Hudson.
Durante el ataque del 27 de mayo de 1863 a Port Hudson, Sherman resultó gravemente herido, lo que llevó a la amputación de su pierna derecha. Sus heridas eran tan graves que no se esperaba que viviera, y el periódico de su ciudad natal de Newport, Rhode Island, publicó un extenso obituario para él. Durante el resto de la guerra tuvo comandos administrativos en Luisiana. Sherman fue dado de baja de los voluntarios el 30 de abril de 1866.
En reconocimiento a su heroísmo y servicios, el presidente Andrew Johnson nominó a Sherman para el grado de mayor general de voluntarios a partir del 13 de marzo de 1865 y el Senado de los Estados Unidos confirmó el nombramiento el 12 de marzo de 1866 El 30 de junio de 1866, el presidente Johnson nominó a Sherman para ser nombrado para el grado de mayor general (brevet) del Ejército de los Estados Unidos (es decir, ejército regular), para el rango a partir del 13 de marzo de 1865, y el Senado confirmó el nombramiento el 25 de julio de 1866.

## Posguerra
El 5 de febrero de 1868, Sherman fue elegido Compañero de Primera Clase de la Comandancia de Pensilvania de la Orden Militar de la Legión Leal de los Estados Unidos y se le asignó la insignia número 643. También fue, muy probablemente, miembro del Gran Ejército de la República.
Después de que Sherman fue retirado del servicio voluntario el 30 de abril de 1866, regresó a su grado de coronel del ejército regular y fue puesto al mando del 3° Regimiento de Artillería.
Sirvió al mando de su regimiento y del puesto de Fort Adams, en Newport, desde el 29 de julio de 1866 hasta febrero de 1869. Estuvo al mando temporal del Departamento del Este desde enero hasta el 16 de julio de 1868. Su asignación final fue al mando de su regimiento y de Fort Taylor en Key West, Florida, desde febrero de 1869 hasta el 29 de noviembre de 1870.
Sherman se retiró del servicio activo el 31 de diciembre de 1870, como general de división por "discapacidad causada por la pérdida de una pierna en batalla".
Murió en Newport el 16 de marzo de 1879, a la edad de 66 años. Está enterrado en el Island Cemetery en esa ciudad.